# Золотая карета (фильм)
«Золотая карета» (фр. Le Carrosse d'or, итал. La carrozza d'oro, англ. The Golden Coach) — франко-итальянский фильм 1952 года французского режиссёра Жана Ренуара. Первый европейский фильм режиссёра начиная с 1939 года. Экранизация комедии Проспера Мериме «Карета Святых даров», из второго издания сборника его пьес «Театр Клары Газуль» (1830). Первоначально картина снята на английском языке; существует в трёх версиях: французской, итальянской и английской.

## Сюжет
Действие картины происходит в XVIII веке в испанской колонии Перу в Южной Америке, которой управляет назначенный испанским королём вице-король Фердинанд, но большой вес и авторитет имеют также церковные власти в лице архиепископа. В столицу колонии из Европы прибывает корабль, который доставляет сделанную итальянскими мастерами по заказу Фердинанда «золотую карету». Его официальная любовница надеется, что карета достанется ей. Оплата расходов за карету по указанию последнего возложены на казну.
На этом же корабле прибывает гастролирующая театральная труппа, играющая в традициях итальянской комедии дель арте. Звездой труппы является темпераментная и склонная к импровизации итальянка Камилла, играющая в театре роль Коломбины. После успешных выступлений за ней одновременно начинают ухаживать несколько мужчин. Вице-король Фердинанд дарит ей золотую карету, рискуя при этом быть низложенным оппозиционно настроенной к нему знатью, ибо она недовольна его управлением и финансовыми сборами, ограничивающими их традиционные права и свободы. Актриса в конце концов сумела всё уладить, преподнеся карету в дар архиепископу. Отвергая любовные притязания её мужчин она выбирает театр.

## В ролях
- Анна Маньяни — Камилла / Коломбина
- Данкан Ламонт — Фердинанд, вице-король Перу
- Одоардо Спадаро — дон Антонио
- Риккардо Риоли — Рамон, тореадор
- Пол Кэмпбелл — Фелине Акьерре
- Нада Фьорелли — Изабелла
- Джордж Хиггинс — Мартинес
- Ральф Трумен — герцог де Кастро
- Гизелла Мэтьюз — маркиза Ирена Альтамирано
- Раф Де Ла Торре — прокурор
- Элена Альтьери — герцогиня де Кастро
- Жан Дебюкур — епископ

## История создания
Первоначально экранизировать комедию Проспера Мериме «Карета Святых даров» намеревался Лукино Висконти, который просил Сузо Чекки д’Амико написать по пьесе сценарий, но режиссёр поссорился с продюсером и проект был передан Жану Ренуару. О подготовке к созданию первой европейской картины со времён фильма «Правила игры» 1939 года Ренуар, который с того времени жил и работал в эмиграции в США и после войны лишь на несколько дней заезжал во Францию, режиссёр говорил в 1951 году в интервью Андре Базену следующее:
В Голливуде у меня были взлёты и падения, но покинуть его в момент коммерческой полунеудачи — это отдавало бы трусостью. Поэтому меня так осчастливила благосклонность, с которой нью-йоркские прокатные фирмы приняли „Реку“. Отныне я с большей моральной свободой могу изучать предложения, поступившие ко мне во Франции. Впрочем, пока ничего определённого. Такие дела не делаются на расстоянии. Подумаю об этом определённее после „Кареты святых даров“, для подготовки к которой еду в Рим.
Позже Ренуар снимает в Италии картину «Золотая карета», являющуюся вольной экранизацией пьесы «Карета святых даров» Проспера Мериме с Анной Маньяни в главной роли. Режиссёр называл фильм драматической фантазией в стиле комедии дель арте, а про участие в фильме Маньяни говорил: «Я был убеждён, что, быть может, вместе с ней смогу приблизиться к классицизму». Режиссёр назвал её величайшей актрисой, с которой ему довелось работать. Однако при съёмках фильма Ренуар столкнулся с её недисциплинированностью, что выражалось в многочисленных опозданиях и незнании текста роли, во многом объяснявшихся бурной ночной жизнью звезды неореализма: «Утром она приходила, падая от усталости, с мешками под глазами и не могла вспомнить ни строчки роли. Она начинала разговоры о том, что сегодня сниматься не будет, что валится с ног, что выглядит, как старая нищенка; всё это она высказывала, дрожа в своём просторном норковом манто и куря сигарету за сигаретой». В связи с таким отношением Ренуар переговорил со звездой объяснив ей что подобное поведение является недопустимым в первую очередь по отношению к членам съёмочной группы, которые приходят своевременно, но вынуждены дожидаться её появления на студии: «В конце концов я отвёл её в сторону и заявил, что лучше брошу фильм, чем позволю ей заставлять ждать всю съёмочную группу. Взволнованная этой угрозой, она обещала мне приходить отныне вовремя и сдержала слово».
По словам режиссёра у многих вызывало недоумение, что он привлёк на главную роль актрису неподходящую по своему амплуа, так Маньяни являлась исполнительницей «известной своей трагической выразительностью, в зрелище, которое в принципе лучше подошло бы для миланских марионеток». Но Ренуар не видел в этом никакого противоречия, считая, что она очень органична в этой роли:
Если бы я имел дело с актрисой буржуазного типа, то мой фильм оказался бы слащавым. Но с Маньяни возникала опасность зайти слишком далеко в том, что обычно именуется реализмом. Её удача в этой роли очевидна. Потрясающая игра Маньяни заставила меня весь фильм выдержать в стиле балаганного фарса. Другим козырем актрисы было её благородство. Эта женщина, привыкшая играть роли раздираемых страстями итальянок из народа, плавала в тонкостях придворной интриги как рыба в воде.
Сценарий был написан группой сценаристов при активном участии режиссёра и отличается от первоисточника. По поводу темы и содержания фильма Ренуар говорил: «У Мериме Перикола — актриса, в моём фильме есть актриса Камилла. В пьесе золотая карета символизирует светское тщеславие, в фильме — тоже. Заключительное решение и тут и там выносится епископом. Исходя из этих немногих моментов, мои сотрудники и я выдумали историю, которую можно было бы назвать „Актриса, театр и жизнь“». Сам режиссёр дал «Золотой карете» следующую характеристику: «Это и не драма, и не буффонада, и не бурлеск, а своего рода ирония, которой мне хотелось бы придать такую лёгкость, какую мы видим, например, у Гольдони».
В фильме воплощено взаимодействие реального мира и мира театра. По словам режиссёра: «Во время съёмок я просил актёров, которые представляли персонажей „из жизни“, играть с некоторым нажимом, чтобы придать жизни налёт театральности, и таким образом всё смешалось».
Важное место в картине занимает музыка Антонио Вивальди, современника разворачивающихся в ней событий. С музыкой итальянского композитора Ренуара познакомил один из членов съёмочной группы. Ренуар даже говорил, что главным соавтором его фильма был Вивальди, находя его музыку соответствующей духу итальянского театрального искусства: «Влияние Вивальди определило почерк режиссёрского сценария».
Картина первоначально была снята на английском языке и с интернациональной группой актёров. Ренуар был против дубляжа, который был проведён без его участия и который он назвал «варварским процессом», считая английское озвучивание единственной версией своего фильма.

## Оценки
Картина провалилась в прокате и у критиков первоначально тоже не встретила достойного понимания. По мнению Жоржа Садуля, эта картина Ренуару не вполне удалась, уступая его довоенному творчеству: «Ни восхитительная Маньяни, ни тонкое чувство цвета, ни приёмы, заимствованные из итальянской народной комедии, ни тщательно сделанные мизансцены не были достаточны для того, чтобы возвысить этот созданный Ренуаром дивертисмент, лишённый к тому же остроумия Мериме, до уровня прежних постановок Ренуара». Позже критики и режиссёры, близкие к эстетике «новой волны», признали этот фильм шедевром, воплощающим в себе наиболее близкие Ренуару темы. В частности, этим фильмом восхищались Андре Базен, Франсуа Трюффо, Эрик Ромер, Жак Риветт.
По мнению французского критика Жака Лурселя, который отрицательно относился к эстетике «нововолновцев», три картины Ренуара 50-х годов — «Золотая карета», «Французский канкан» и «Елена и мужчины» (Elena et les hommes, 1956) — вместе составляют некое подобие театрализованной трилогии, в которой режиссёр отдаёт дань уважения трём традиционным представлениям: итальянской комедии дель арте, кафешантану и театру марионеток. Лурсель характеризует картину как «абсолютный шедевр Ренуара» и называет самым цивилизованным и европейским из всех его фильмов. Отмечая, что картина представляет собой синтез различных видов искусств и является одним из тех «редких фильмов, которые заставляют поверить в превосходство кинематографа над прочими видами искусства», французский критик писал:
Поводов для восхищения не счесть: конструкция из нескольких актов, в своей гениальной простоте превосходящая по мастерству Правила игры; утончённое и мастерское использование глубины плана в театре, в королевском дворце и, главным образом, в квартире Камиллы; гармоничное великолепие цветов; и этот лучащийся золотистый свет, которого с тех пор никто не видел на экране.
По мнению Франсуа Трюффо, картина представляет собой настоящий шедевр и является ключевой в творчестве Ренуара. Он указывает, что в ней объединены центральные темы множества других картин Ренуара и она воплощает волновавшие его идеи искренности в любви и в артистическом призвании.
Эрик Ромер писал, что в этой картине воплощены характерные полюсы творчества Ренуара — «Искусство и Природа, Комедия и Жизнь». Отмечая, что Ренуар «сумел в самой форме своего произведения выразить то, что обычно составляло глубинную основу его мысли, а сумел потому, что мысль эта особенно близка и любезна тому искусству, которым он занимается», Ромер писал:
По всей видимости, успех в данном случае не был гарантирован априори. Ведь пантомима, маскарад и другие подобные зрелища обычно не желают вписываться в экран и изо всех сил сопротивляются. Ренуар сумел подчинить их кинематографическим нормам и вместе с тем поиграть на этом контрасте. Театральная аффектация поведения нужна здесь для того, чтобы спровоцировать естественные порывы и придать им большую выразительность.
По мнению Михаила Трофименкова, в этой картине у режиссёра получилась «почти что комедия масок, балаганный фарс, притча об отсутствии границ между жизнью и театром, романтическая, невозможная, но согретая типично ренуаровским лукавым юмором неисправимого женолюба история из жизни испанской колонии Перу в XVIII веке».

## Признание
- В память об этом фильме Франсуа Трюффо в 1957 году назвал свою производственную кинокомпанию Les Films du Carrosse («Фильмы Кареты»), на базе которой было снято большинство фильмов Трюффо, отдав таким образом дань уважения высоко ценимому им режиссёру[9][10]. В своём фильме «Последнее метро» Трюффо ориентировался на эстетику картины Ренуара, пытаясь в ней добиться совмещения реальной жизни и мира театра.
- Награда «Золотая карета»С 2002 года на Каннском кинофестивале в ходе традиционного Двухнедельника режиссёров от французского общества кинорежиссёров (société des réalisateurs de films) за вклад в развитие кинематографа вручается почётная премия «Золотая карета». Награда вручается режиссёру за «новаторские подходы к фильмам, за отвагу и непреклонность в режиссуре и производстве фильмов»[11].